# Bridge Theatre
Il Bridge Theatre è un teatro sito nei pressi di Tower Bridge a Londra, inaugurato nel 2017.

## Storia del teatro
Il teatro è stato costruito nel 2017 su progetto degli architetti dello studio Haworth Tompkins. La realizzazione del teatro, costato dodici milioni di sterline, è stata fortemente voluta da Nicholas Hytner, ex direttore artistico del Royal National Theatre, per la sua neofondata London Theatre Company. Il teatro è stato ospitato per portare in scena opere nuove e revival di classici e Hytner ne è il direttore artistico. Lo spazio scenico è flessibile e viene modificato sostanzialmente per ospitare diversi allestimenti: la produzione inaugurale, Young Marx, è stata messa in scena in una tradizionale struttura con un proscenio, mentre il Giulio Cesare è stato allestito con gli spettatori su tutti e quattro i lati del palco. La stagione inaugurale del teatro ha ospitato il debutto di nuove opere di Alan Bennett e Martin McDonagh.

## Produzioni e allestimenti
- Young Marx di Richard Bean e Clive Coleman, regia di Nicholas Hytner, con Rory Kinnear. 18 ottobre - 31 dicembre 2017[3]
- Giulio Cesare di William Shakespeare, regia di Nicholas Hytner, con Ben Whishaw, Michelle Fairley, David Morrissey. 20 gennaio-15 aprile 2018
- Nightfall di Barney Norris, regia di Laurie Sansom, con Ophelia Lovibond e Ukweli Roach. 28 aprile-3 giugno 2018
- Mi chiamo Lucy Barton, da Elizabeth Strout, regia di Richard Eyre, con Laura Linney. 2-23 giugno 2018
- Allelujah! di Alan Bennett, regia di Nicholas Hytner, con Samuel Barnett, Frances de la Tour e Sacha Dhawan. 11 luglio-28 settembre 2018
- A Very Very Very Dark Matter di Martin McDonagh, regia di Matthew Dunster, con Jim Broadbent. 10 ottobre-29 dicembre 2018
- Mi chiamo Lucy Barton, da Elizabeth Strout, regia di Richard Eyre, con Laura Linney. 23 gennaio-16 febbraio 2019
- Alys, Always, da Harriet Lane, regia di Nicholas Hytner, con Joanne Froggatt. 25 febbraio-30 marzo 2019
- A German Life di Christopher Hampton, regia di Jonathan Kent, con Maggie Smith. 6 aprile-11 maggio 2019
- Sogno di una notte di mezza estate di William Shakespeare, regia di Nicholas Hytner. 3 giugno-31 agosto 2019
- Two Ladies di Nancy Harris, regia di Nicholas Hytner, con Zoë Wanamaker e Zrinka Cvitešić. 14 September–26 ottobre 2019
- The Lion, the Witch and the Wardrobe, di Adam Peck, da C. S. Lewis, regia di Sally Cookson. 9 Novembre 2019–2 Febbraio 2020
- A Number di Caryl Churchill, regia di Polly Findlay, con Roger Allam e Colin Morgan. 14 febbraio-14 marzo 2020
- Beat the Devil di David Hare, regia di Nicholas Hytner, con Ralph Fiennes. 27 agosto-7 novembre 2020
- Signore e signori di Alan Bennett, con Imelda Staunton, Kristin Scott Thomas, Tamsin Greig. 28 settembre-31 ottobre 2020
- A Christmas Carol, da Charles Dickens, regia di Nicholas Hytner, con Simon Russell Beale e Patsy Ferran. 3 dicembre 2020-16 gennaio 2021
- Vox Motus' Flight, da Caroline Brothers, regia di Candice Edmunds. 17 maggio 2021–6 giugno 2021
- Bach & Sons di Nina Raine, regia di Nicholas Hytner, con Simon Russell Beale. 23 giugno 2021-11 settembre 2021
- White Noise di Suzan-Lori Parks, regia di Polly Findlay. 5 ottobre 2021-13 novembre 2021
- La Belle Sauvage, da Philip Pullman, adattamento di Bryony Lavery, regia di Nicholas Hytner. 2 dicembre 2021 – 26 febbraio 2022
- Straight Line Crazy di David Hare, regia di Nicholas Hytner, con Ralph Fiennes. 14 marzo 2022-18 giugno 2022
- The Southbury Child di Stephen Beresford, regia di Nicholas Hytner, con Alex Jennings. 1º luglio 2022-27 agosto 2022.
- John Gabriel Borkman di Henrik Ibsen, regia di Nicholas Hytner, con Simon Russell Beale. 24 settembre 2022-26 novembre 2022.
- Guys and Dolls, colonna sonora di Frank Loesser, libretto di Jo Swerling ed Abe Burrows, regia di Nicholas Hytner. 27 febbraio 2023 - 4 gennaio 2025.
- Riccardo II di William Shakespeare, regia di Nicholas Hytner, con Jonathan Bailey. 10 febbraio 2025-10 maggio 2025.